# 陸燦
陸燦（1514年—？），字晦甫，號龍田，直隸河間府景州東光縣人，軍籍，明朝政治人物。

## 生平
嘉靖十六年（1537年）丁酉科順天鄉試第一百三十五名舉人，二十六年（1547年）中式丁未科會試第二百三十二名，三甲第一百九名進士。兵部觀政，授大理寺評事，升大理寺右寺副。

## 家族
曾祖陸用亨，主簿；祖父陸源，教授；父陸松。母張氏；繼母樊氏。